# Tyrannosorus
Tyrannosorus — рід грибів. Назва вперше опублікована 1995 року.

## Класифікація
До роду Tyrannosorus відносять 1 вид:
- Tyrannosorus pinicola